# نوکیا ۲۱۱۰
نوکیا ۲۱۱۰ یک نمونه از گوشی‌های شرکت نوکیا می‌باشد . این گوشی اولین گوشی دارای قابلیت ویبره است و همچنین اولین گوشی موبایل بود که توسط مخابرات در ایران ارائه شد.